# Fehring
Fehring je město v Rakousku ve spolkové zemi Štýrsko, spadající pod okres Jihovýchodní Štýrsko. Nachází se u břehu řeky Ráby, asi 60 km jihovýchodně od Štýrského Hradce a asi 167 km jihozápadně od Vídně. V roce 2018 zde žilo 7 284 obyvatel.
Severně od Fehringu prochází silnice B57. Nachází se zde kostel svatého Josefa. 14 km východně od města leží hranice s Maďarskem. Sousedními městy jsou Feldbach, Fürstenfeld a Jennersdorf.